# Dyscolus chontalensis
Dyscolus chontalensis is een keversoort uit de familie van de loopkevers (Carabidae). De wetenschappelijke naam van de soort is voor het eerst geldig gepubliceerd in 1878 door Henry Walter Bates.